# Route 305 (Nouveau-Brunswick)
Pour les articles homonymes, voir Route 305.
La route 305 est une route locale du Nouveau-Brunswick située dans le nord-est de la province, sur l'île Lamèque, dans l'archipel des îles de Miscou. Elle est longue de 19 kilomètres, et est pavée sur toute sa longueur.

## Tracé
La 305 débute à Lamèque, sur la rue Principale, la route 113. Elle commence par se diriger vers le sud-est pendant 5 kilomètres pour rejoindre le détroit de Northumberland, à Sainte-Marie, où elle commence à suivre la côte. Elle traverse ensuite Saint-Raphaël, puis elle croise la route 310. Après avoir traversé Pigeon Hill, elle atteint la havre de Miscou, où elle se termine sur un cul-de-sac. 

## Intersections principales
| Route 305  |             |    |                                                                         |                 |
| Comté      | Location    | km | Intersection/Destinations                                               | Notes           |
| Gloucester | Lamèque     | 0  | R-113, Lamèque centre, Shippagan, Pokemouche, Caraquet, Tracadie-Sheila | Début de la 305 |
| Gloucester | Pigeon Hill | 13 | R-310 ouest, Coteau Road                                                |                 |
| Gloucester | Pigeon Hill | 19 | Havre de Miscou, cul-de-sac                                             | Fin de la 305   |